# Кастелпланио
Кастелпланио (итал. Castelplanio) насеље је у Италији у округу Анкона, региону Марке.
Према процени из 2011. у насељу је живело 495 становника. Насеље се налази на надморској висини од 312 м.

## Становништво
| 1936. | 1951. | 1961. | 1971. | 1981. | 1991. | 2001. | 2011. |
| ----- | ----- | ----- | ----- | ----- | ----- | ----- | ----- |
| 3.424 | 3.546 | 3.199 | 3.005 | 3.107 | 3.072 | 3.223 | 3.482 |